# Strækmarch
Strækmarch er en særlig militær march, der som regel udføres i formelle militærparader og andre formelle ceremonier. Mens der marcheres i formation, svinger soldaterne deres ben i fuldstændig ensartethed til en næsten horisontal position mens knæerne holdes udstrakte. Hos mange militære styrker er marchen modificeret til løft af benene i en lavere vinkel. Oprindelsen af strækmarch kan føres tilbage til prøjsiske militærøvelser i midten af det 18. århundrede, hvor den kaldtes stechschritt (hvilket bogstavligt betyder stikkeskridt) eller stechmarsch. Strækmarch, der som regel benyttes som et nedsættende udtryk, benyttes officielt af militære styrker i næsten tredive lande, der stadig opretholder denne tradition.